# サルトリオ
サルトリオ（伊: Saltrio）は、イタリア共和国ロンバルディア州ヴァレーゼ県にある、人口約3,000人の基礎自治体（コムーネ）。

## 地理

### 位置・広がり

#### 隣接コムーネ
隣接するコムーネは以下の通り。括弧内のCH-TIはスイスティチーノ州所属を示す。
- クリーヴィオ
- Mendrisio (CH-TI)
- ヴィッジュ

### 地震分類
イタリアの地震リスク階級 (it) では、4 に分類される
。